# Ōfunato

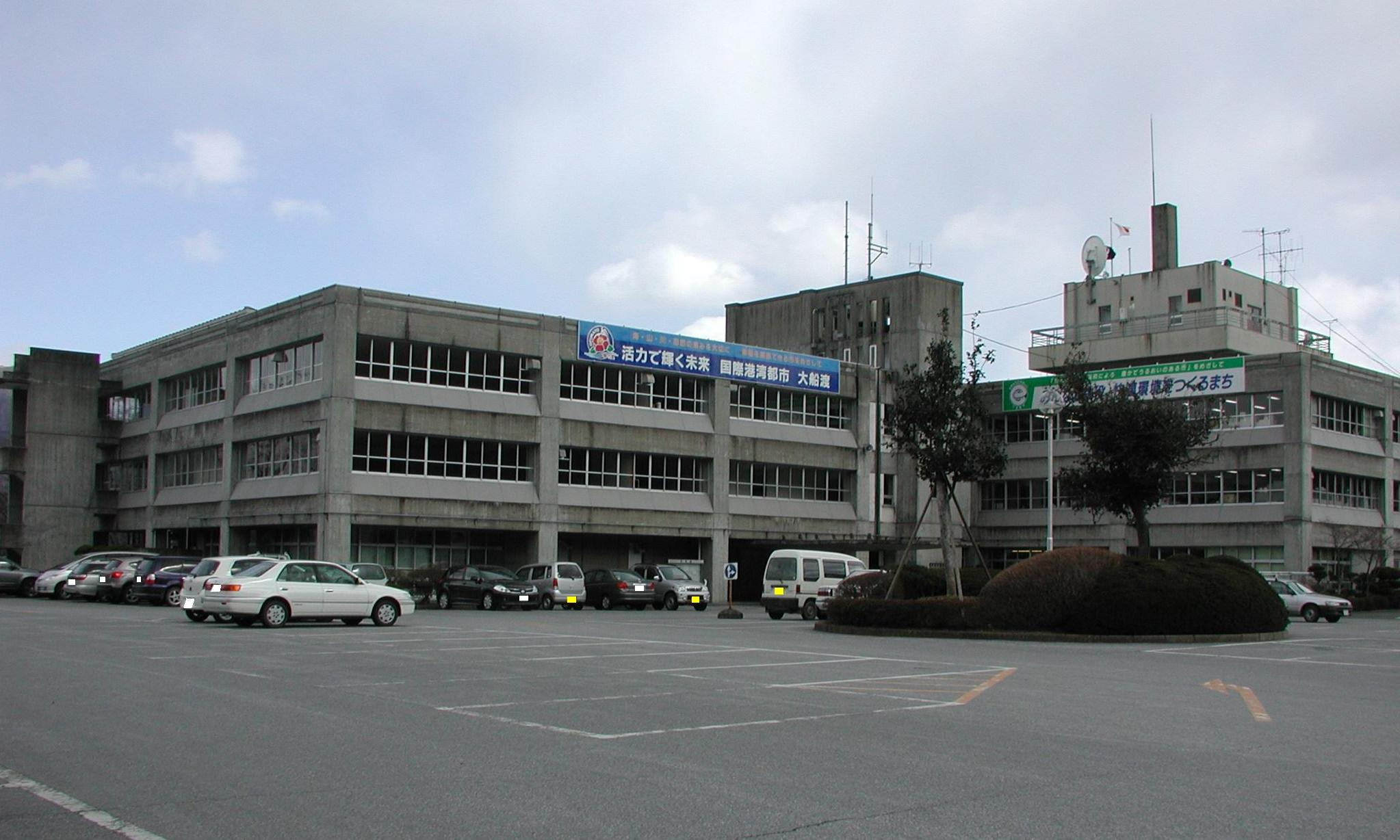
Primăria

Ōfunato (久慈市 Ōfunato-shi?) este un municipiu din Japonia, prefectura Iwate.